# Bernard Natan
Bernard Natan (nascut Natan Tannenzaft; 14 de juliol de 1886 - octubre de 1942) va ser un empresari de cinema franco-romanès, director i actor dels anys 1920 i 1930. Alguns historiadors afirmen que va ser un dels primers (si no el primer) directors de pel·lícula pornogràfica i actor de cinema pornogràfic, encara que ara hi ha dubtes considerables sobre això. Natan, sens dubte, va treballar al cinema convencional. des dels seus dies més joves, passant de projeccionista i químic a director de fotografia i productor. Finalment va adquirir el gegant estudi cinematogràfic francès Pathé el 1929. Pathé es va esfondrar el 1935 i Natan va ser condemnat per frau. No obstant això, va establir les bases de la indústria cinematogràfica moderna a França i va ajudar a revolucionar la tecnologia cinematogràfica a tot el món. Natan va morir després de ser transportat al camp de concentració d'Auschwitz.

## Vida personal
Natan va néixer Natan Tannenzaft (possiblement Tanenzapf) de pares jueus a Iași, Romania el 1886. Es va traslladar a França a principis dels anys 1900 i, tot i ser romanès, es va oferir voluntari per lluitar per França a la Primera Guerra Mundial. El 1909 es va casar i posteriorment va tenir 2 fills. El 1921 es va convertir en ciutadà francès, i en algun moment va canviar el seu nom per "Bernard Natan". El seu germà petit Émile Natan també es va traslladar a França i es va convertir en productor de cinema.

## Carrera cinematogràfica principal
Natan va treballar com a projeccionista, químic de laboratori de cinema, dissenyador de títols, director de fotografia i productor durant els seus primers anys a París. Va ser un free lance publicitari per a Paramount Pictures a principis dels anys vint. Però el 1929, la Rapid Film de Natan s'havia convertit en una gran productora i distribuïdora de cinema. La seva reputació era tal que l'any 1924 Natan esdevingué membre del comitè executiu de la Federació de Patronals Cinematogràfiques. El 1926, el seu laboratori de cinema era molt ben considerat, havia establert una empresa de màrqueting i va construir dos platós de rodatge. Natan també va ser productor de cinema, ajudant a finançar i produir pel·lícules en altres estudis.

### Adquisició de Pathé
A finals de febrer de 1929, Bernard Natan va adquirir els negocis de producció i exhibició de Pathé, llavors la companyia cinematogràfica francesa més gran. Va acceptar fusionar el seu propi estudi, Rapid Film (aleshores amb un valor de 25 milions de francs), amb Pathé a canvi de 50 milions de francs en accions. Les accions restants es van comprar amb finançament d'un consorci de bancs, bons (que es pagaven amb ingressos de Pathé) i una propietat del 10 per cent de Pathé pels bancs. Després de la fusió, Natan va canviar el nom de l'empresa Pathé-Natan (de vegades també acreditada com a Pathé-Cinéma).
Pathé ja tenia problemes financers importants quan Natan va prendre el control. El fundador de l'estudi Charles Pathé havia estat venent actius durant alguns anys per augmentar el valor dels actius i mantenir el flux d'efectiu saludable de l'estudi. El fundador de l'empresa fins i tot havia venut el nom de Pathé i la marca registrada "gall" a altres empreses a canvi d'un sol 2 per cent dels ingressos generats per aquestes. Natan va tenir la mala sort de fer-se càrrec de l'estudi just quan la Gran Depressió va convulsionar l'economia francesa.
Natan va intentar equilibrar les finances de Pathé i implementar pràctiques modernes de la indústria cinematogràfica a l'estudi. Natan va adquirir un altre estudi de cinema, Société des Cinéromans, d'Arthur Bernède i Gaston Leroux, que va permetre a Pathé expandir-se a la fabricació de projectors i electrònica. També va comprar la cadena de sales de cinema Fornier i va ampliar ràpidament la presència de la cadena a tot el país. La premsa francesa, però, va atacar Natan sense pietat per la seva intenció de Pathé. Molts d'aquests atacs eren antisemites i contenien velades al·lusions homòfobes a la suposada sexualitat de Natan.
Pathé-Natan va anar bé sota la direcció de Natan. Entre 1930 i 1935, malgrat la crisi econòmica mundial, l'empresa va obtenir 100 milions de francs de beneficis i va produir i va estrenar més de 60 llargmetratges (tantes pel·lícules com els grans estudis nord-americans produïen en aquell moment). Va reprendre la producció del telenotícies Pathé News, que no s'havia produït des de 1927.
Natan també va invertir molt en investigació i desenvolupament per ampliar el negoci cinematogràfic de Pathé. El 1929, va empènyer Pathé a la pel·lícula sonora. Al setembre, l'estudi va produir el seu primer llargmetratge sonor i el seu primer telenotícies sonor un mes després. Natan també va llançar dues noves revistes relacionades amb el cinema,  Pathé-Revue  i Actualités Féminines, per ajudar a comercialitzar les pel·lícules de Pathé i augmentar la demanda de cinema dels consumidors. Sota Natan, Pathé també va finançar la investigació de Henri Chrétien, que va desenvolupar la lent anamòrfica (una tecnologia que més tard va portar a la creació de CinemaScope i altres formats de pel·lículs de pantalla ampla comuns avui dia).
Natan va expandir els interessos empresarials de Pathé a indústries de comunicacions diferents del cinema. El novembre de 1929, Natan va establir la primera companyia de televisió de França, Television-Baird- Natan. Un any més tard, va comprar una emissora de ràdio a París i va formar un holding (Radio-Natan-Vitus) per dirigir el que es convertiria en un imperi radiofònic en creixement.

### Col·lapse de Pathé i presó
El 1935, Pathé va fer fallida. Per tal de finançar l'expansió continuada de la companyia, el consell d'administració de Pathé (que encara incloïa Charles Pathé) va votar el 1930 per emetre accions per valor de 105 milions de francs. Però amb l'aprofundiment de la depressió, només es van comprar el 50 per cent de les accions. Un dels bancs inversors es va enfonsar a causa de dificultats financeres no relacionades amb els problemes de Pathé, i Pathé es va veure obligada a seguir endavant amb la compra de diverses cadenes de cinema que ja no es podia permetre el luxe de comprar. Tot i que l'empresa va continuar obtenint beneficis (com s'ha indicat anteriorment) durant un temps, aviat va començar a perdre més diners dels que podia aportar.
L'enfonsament de Pathé va portar les autoritats franceses a acusar Bernard Natan de frau. Natan va ser acusat de finançar la compra de l'empresa sense cap garantia, d'enganyar els inversors mitjançant l'establiment de corporacions fictícies i de mala gestió financera negligent. Fins i tot, Natan va ser acusat d'amagar la seva herència romanesa i jueva canviant el seu nom. Natan va ser acusat i empresonat el 1939. Això significava que estava a la presó quan França va caure en mans dels nazis, mentre que la majoria dels altres grans cineastes jueus van poder fugir del país o amagar-se. El 1941 es va presentar una segona acusació i va ser condemnat poc després. Li van retirar la nacionalitat francesa, cosa que requeria una maniobra legal especial de l'estat, ja que s'havia naturalitzat com a conseqüència del servei militar de la Primera Guerra Mundial i no existien mitjans legals per convertir-lo en apàtrida. Va ser traslladat de la presó el setembre de 1942 al camp de Drancy, i poc després va ser deportat a Auschwitz-Birkenau.

## Controvèrsia sobre cinema per a adults
El 1911, Natan i els seus col·legues van ser condemnats per fer pel·lícules eròtiques, va ser empresonat durant un curt període i multat amb 1.000 francs, però a causa del seu rècord excepcional de lluita a la Primera Guerra Mundial, això va ser eliminat més tard del seu registre.
Algunes fonts han afirmat que la carrera de Natan en la pornografia no va acabar aquí. Joseph Slade suggereix que Natan podria haver dirigit almenys una pel·lícula de pornografia dura a Romania i produït i actuat en almenys 20 pel·lícules heterosexuals i bisexuals entre 1920 i 1927. Slade va escriure que gairebé totes les pel·lícules pornogràfiques franceses d'aquest període que inclouen contingut bisexual i homosexual van ser produïdes per Natan. La mateixa font afirma que el mateix Natan era bisexual, i tenia relacions sexuals a Le Ménage moderne du Madame Butterfly (1920) i La Maîtresse du Capitaine de Meydeux (1924). A més, Slade va afirmar que va introduir el masoquisme al cinema pornogràfic francès.
Les afirmacions de Slade són qüestionades pels historiadors de l'organització francesa "Les Indépendants du Premier Siècle", que argumenten que els diferents actors en qüestió no són Natan i que les acusacions al judici de Natan i a Paris-Match vinculant-lo a la indústria del cinema per a adults eren falsos. Natan, una pel·lícula documental del 2013, compara imatges fotogràfiques de les pel·lícules per a adults atribuïdes a Natan amb fotografies i mostra que diversos actors pornogràfics s'han confós amb Natan però no són ell. Joseph Slade admet ara que hi ha lloc per al dubte sobre si Natan va treballar en la pornografia en algun moment després de 1910.

## Mort
La Segona Guerra Mundial va esclatar mentre Natan estava a la presó a l'espera de judici, i l'Alemanya nazi va conquerir França. Després de l'alliberament de Natan de la presó, el govern francès el va lliurar a les autoritats alemanyes d'ocupació. Natan va ser enviat al camp de concentració d'Auschwitz el 25 de setembre de 1942, on es creu que va morir el 1943.

## Importància per a la indústria cinematogràfica
No s'ha de subestimar la importància de Bernard Natan per a la indústria cinematogràfica francesa. Va ser pioner en la integració vertical de la indústria cinematogràfica francesa, i va adoptar el "model americà" de producció i distribució cinematogràfica. Aquest model proporciona la base de la indústria cinematogràfica francesa fins i tot al segle XXI. De fet, Pathé va sobreviure fins a la dècada de 1980 gairebé únicament gràcies als ingressos generats per les empreses comprades i la integració instituïda per Bernard Natan.
Natan també va portar la televisió a França i va establir les primeres companyies franceses holding de ràdio i televisió.
Sota el lideratge de Natan, es va desenvolupar la lent de la càmera de pel·lícula anamòrfica. La lent anamòrfica no només va ser un gran avenç en la tecnologia cinematogràfica, sinó que va ajudar Hollywood a sobreviure durant els primers anys de la televisió.
Fins fa poc no hi havia un reconeixement públic de Natan a La Fémis, l'escola nacional de cinema francesa, que es troba en un dels seus antics estudis. El desembre de 2014 es va descobrir una placa que commemorava el seu treball i la seva mort a Auschwitz el 1942.

## Filmografia
Productor
- 1926: La Femme nue de Léonce Perret
- 1926 : La Châtelaine du Liban de Marco de Gastyne
- 1927: La Madone des sleepings de Henri Diamant-Berger
- 1927 : Éducation de prince, de Henri Diamant-Berger
- 1929: La Merveilleuse Vie de Jeanne d'Arc, fille de Lorraine de Marco de Gastyne
- 1929 : Les Trois Masques d'André Hugon
- 1930: Lévy et Cie d'André Hugon
- 1930 : Le Roi des resquilleurs de Pierre Colombier
- 1930 : Accusée, levez-vous ! de Maurice Tourneur
- 1930 : Autour de l'Argent de Jean Dréville
- 1930 : Chacun sa chance de Hans Steinhoff
- 1930 : Chiqué de Pierre Colombier
- 1930 : La Petite Lise de Jean Grémillon
- 1931: Après l'amour de Léonce Perret
- 1931 : Le Rêve de Jacques de Baroncelli
- 1931 : Faubourg Montmartre de Raymond Bernard
- 1932: Les Croix de bois de Raymond Bernard
- 1932 : L'affaire est dans le sac de Jacques Prévert
- 1932 : L'Âne de Buridan de Alexandre Ryder
- 1932 : Au nom de la loi de Maurice Tourneur
- 1932 : Les Gaîtés de l'escadron de Maurice Tourneur
- 1932 : Mélo de Paul Czinner
- 1933: Théodore et Cie de Pierre Colombier
- 1933 : Six cent mille francs par mois de Léo Joannon
- 1933 : Les Deux Orphelines de Maurice Tourneur
- 1934: Amok de Fedor Ozep
- 1934 : Les Misérables de Raymond Bernard
- 1934 : La Croisière jaune d'André Sauvage puis Léon Poirier
- 1934 : Le Bonheur de Marcel L'Herbier
- 1934 : Arlette et ses papas de Henry Roussel
- 1934 : Ces messieurs de la Santé de Pierre Colombier
- 1934 : Le Dernier Milliardaire de René Clair
- 1934 : Sapho de Léonce Perret
- 1934 : Tartarin de Tarascon de Raymond Bernard
- 1934 : L'Homme mystérieux (autre titre : Obsession) de Maurice Tourneur
- 1935: L'Équipage d'Anatole Litvak
- 1935 : Justin de Marseille de Maurice Tourneur